# Le Malesherbois
Le Malesherbois [lə malzɛʁbwa] est une commune nouvelle, située dans le département du Loiret en région Centre-Val de Loire, créée le 1er janvier 2016 par le regroupement de sept anciennes communes.

## Géographie
| Nom                 | Code Insee | Intercommunalité           | Superficie (km2) | Population (dernière pop. légale) | Densité (hab./km2) |
| ------------------- | ---------- | -------------------------- | ---------------- | --------------------------------- | ------------------ |
| Malesherbes (siège) | 45191      | CC du Pithiverais-Gâtinais | 17,61            | 6 140 (2013)                      | 349                |
| Coudray             | 45106      | CC du Pithiverais-Gâtinais | 12,42            | 384 (2013)                        | 31                 |
| Labrosse            | 45057      | CC du Pithiverais-Gâtinais | 4,09             | 82 (2013)                         | 20                 |
| Mainvilliers        | 45190      | CC du Pithiverais-Gâtinais | 10,30            | 249 (2013)                        | 24                 |
| Manchecourt         | 45192      | CC du Pithiverais-Gâtinais | 16,23            | 684 (2013)                        | 42                 |
| Nangeville          | 45221      | CC du Pithiverais-Gâtinais | 8,59             | 113 (2013)                        | 13                 |
| Orveau-Bellesauve   | 45236      | CC du Pithiverais-Gâtinais | 15,80            | 462 (2013)                        | 29                 |

### Géologie et relief

#### Géologie
La commune se situe dans le sud du Bassin parisien, le plus grand des trois bassins sédimentaires français. Cette vaste dépression, occupée dans le passé par des mers peu profondes et des lacs, a été comblée, au fur et à mesure que son socle s’affaissait, par des sables et des argiles, issus de l’érosion des reliefs alentour, ainsi que des calcaires d’origine biologique, formant ainsi une succession de couches géologiques.
Les couches affleurantes sur le territoire communal sont constituées de formations superficielles du Quaternaire et de roches sédimentaires datant du Cénozoïque, l'ère géologique la plus récente sur l'échelle des temps géologiques, débutant il y a 66 millions d'années. La formation la plus ancienne est des sables et grès de Fontainebleau remontant à l’époque Oligocène de la période Paléogène. La formation la plus récente est des dépôts anthropiques remontant à l’époque Holocène de la période Quaternaire. Le descriptif de ces couches est détaillé dans  la feuille « n°293 - Malesherbes » de la carte géologique au 1/50 000ème du département du Loiret, et sa notice associée.

Carte géologique de la commune.

|  | X :  | dépôts anthropiques                                                                               |
|  | Fz : | alluvions récentes des lits mineurs, Holocène                                                     |
|  | FC : | alluvions et colluvions du fond des vallées secondaires, Holocène                                 |
|  | Fy : | alluvions récentes des levées et montilles de la Loire et des basses terrasses du Loing, Holocène |

|  | qCM : | colluvions marneuses de versant, Quaternaires |
|  | qOE : | Limons et Loess, Quaternaire                  |

|  | m1MBl : | marne de Blamont, Aquitanien       |
|  | m1CPi : | calcaire de Pithiviers, Aquitanien |
|  | m1MGa : | molasse du Gâtinais, Aquitanien    |

|  | g1CEt : | calcaire d'Étampes, Stampien supérieur    |
|  | g1SF :  | sables et grès de Fontainebleau, Stampien |

#### Relief
La superficie cadastrale de la commune publiée par l’Insee, qui sert de référence dans toutes les statistiques, est de 85,04 km2,. La superficie géographique, issue de la BD Topo, composante du Référentiel à grande échelle produit par l'IGN, est quant à elle de 17,57 km2. L'altitude du territoire varie entre 67 m et 141 m.

### Climat
Pour des articles plus généraux, voir Climat du Centre-Val de Loire et Climat du Loiret.
En 2010, le climat de la commune est de type climat océanique dégradé des plaines du Centre et du Nord, selon une étude du CNRS s'appuyant sur une série de données couvrant la période 1971-2000. En 2020, Météo-France publie une typologie des climats de la France métropolitaine dans laquelle la commune est exposée à un climat océanique altéré et est dans la région climatique Sud-ouest du bassin Parisien, caractérisée par une faible pluviométrie, notamment au printemps (120 à 150 mm) et un hiver froid (3,5 °C).
Pour la période 1971-2000, la température annuelle moyenne est de 11 °C, avec une amplitude thermique annuelle de 15,5 °C. Le cumul annuel moyen de précipitations est de 662 mm, avec 11,5 jours de précipitations en janvier et 7,4 jours en juillet. Pour la période 1991-2020, la température moyenne annuelle observée sur la station météorologique de Météo-France la plus proche, sur la commune de Boigneville à 5 km à vol d'oiseau, est de 11,5 °C et le cumul annuel moyen de précipitations est de 615,6 mm,. Pour l'avenir, les paramètres climatiques de la commune estimés pour 2050 selon différents scénarios d'émission de gaz à effet de serre sont consultables sur un site dédié publié par Météo-France en novembre 2022.
| Mois                                  | jan.             | fév.             | mars           | avril         | mai           | juin           | jui.          | août           | sep.          | oct.            | nov.             | déc.             | année      |
| ------------------------------------- | ---------------- | ---------------- | -------------- | ------------- | ------------- | -------------- | ------------- | -------------- | ------------- | --------------- | ---------------- | ---------------- | ---------- |
| Température minimale moyenne (°C)     | 1,7              | 1,4              | 3,3            | 5,3           | 8,7           | 11,7           | 13,6          | 13,4           | 10,4          | 7,9             | 4,4              | 2,1              | 7          |
| Température moyenne (°C)              | 4,3              | 4,8              | 7,8            | 10,6          | 14            | 17,3           | 19,9          | 19,6           | 15,9          | 12              | 7,4              | 4,6              | 11,5       |
| Température maximale moyenne (°C)     | 6,9              | 8,2              | 12,3           | 15,9          | 19,4          | 22,9           | 26            | 25,8           | 21,4          | 16,1            | 10,5             | 7,2              | 16,1       |
| Record de froid (°C) date du record   | −19,7 17.01.1985 | −12,6 07.02.1991 | −11,6 01.03.05 | −4,3 07.04.21 | −0,1 06.05.19 | 1,4 05.06.1991 | 4 04.07.1984  | 4,6 31.08.1986 | 2 19.09.1994  | −3,3 30.10.1997 | −10,7 24.11.1998 | −11,5 31.12.1985 | −19,7 1985 |
| Record de chaleur (°C) date du record | 15,5 30.01.02    | 21,4 24.02.1990  | 25,5 31.03.21  | 28,4 21.04.18 | 31,6 28.05.17 | 37,2 27.06.11  | 40,9 25.07.19 | 39,7 06.08.03  | 34,7 14.09.20 | 30,3 01.10.1985 | 21,8 07.11.15    | 17,2 16.12.1989  | 40,9 2019  |
| Précipitations (mm)                   | 47,6             | 44               | 43             | 46,9          | 62,5          | 50             | 51            | 49,7           | 49,8          | 58,1            | 54               | 59               | 615,6      |

## Urbanisme

### Typologie
Au 1er janvier 2024, Le Malesherbois est catégorisée petite ville, selon la nouvelle grille communale de densité à sept niveaux définie par l'Insee en 2022.
Elle appartient à l'unité urbaine de Le Malesherbois, une agglomération inter-régionale regroupant deux  communes, dont elle est ville-centre,,. Par ailleurs la commune fait partie de l'aire d'attraction de Paris, dont elle est une commune de la couronne,.

### Occupation des sols
L'occupation des sols de la commune, telle qu'elle ressort de la base de données européenne d’occupation biophysique des sols Corine Land Cover (CLC), est marquée par l'importance des territoires agricoles (87,1 % en 2018), une proportion sensiblement équivalente à celle de 1990 (88,2 %). La répartition détaillée en 2018 est la suivante : 
terres arables (80,4 %), forêts (7,4 %), zones agricoles hétérogènes (6,7 %), zones urbanisées (3,5 %), zones industrielles ou commerciales et réseaux de communication (2,1 %).
L'évolution de l’occupation des sols de la commune et de ses infrastructures peut être observée sur les différentes représentations cartographiques du territoire : la carte de Cassini (XVIIIe siècle), la carte d'état-major (1820-1866) et les cartes ou photos aériennes de l'IGN pour la période actuelle (1950 à aujourd'hui).

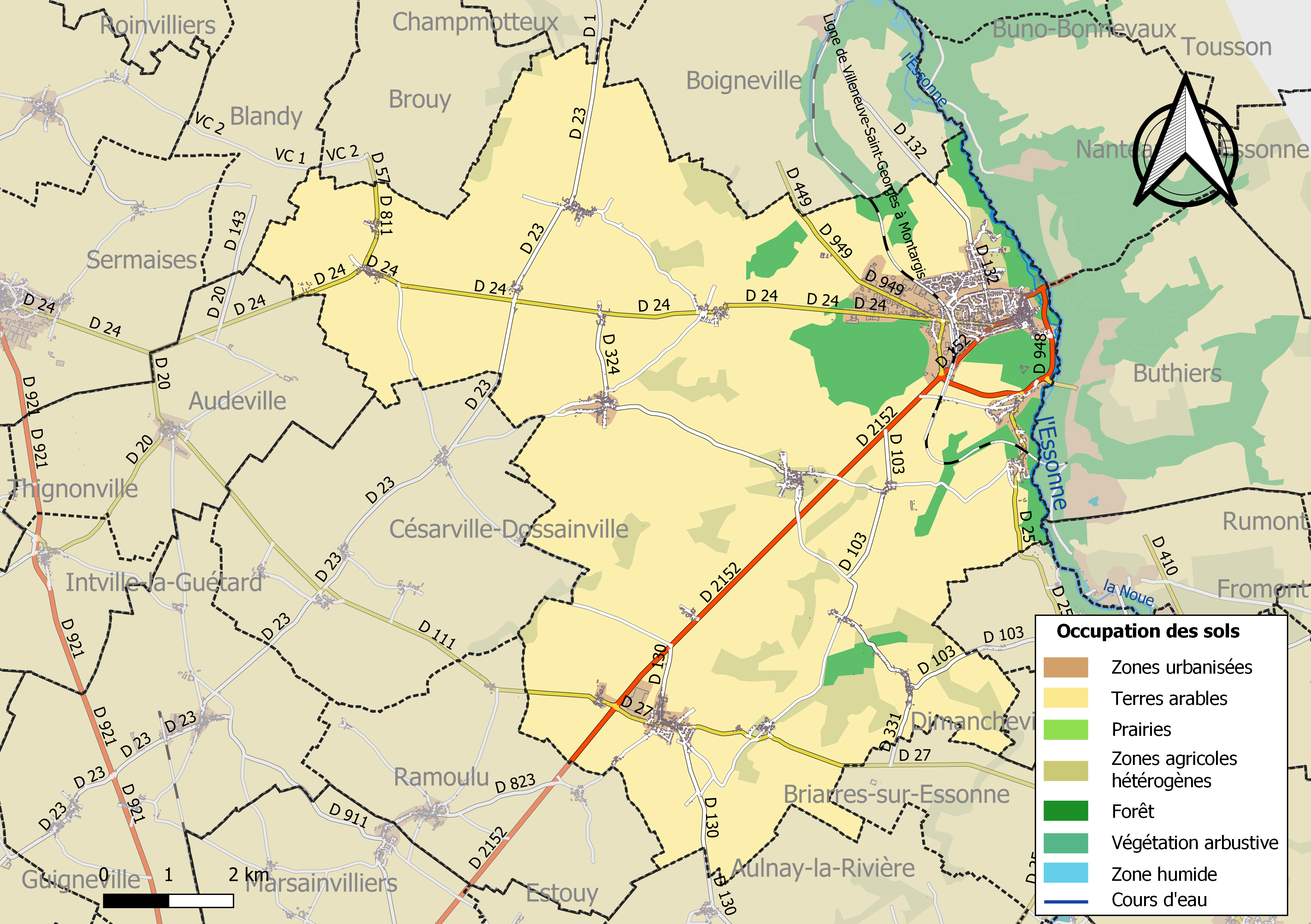
Carte des infrastructures et de l'occupation des sols de la commune en 2018 (CLC).
Carte orthophotographique de la commune en 2016.

### Risques naturels et technologiques
La commune du Malesherbois est vulnérable à différents aléas naturels : inondations (par débordement de l'Essonne), climatiques (hiver exceptionnel ou canicule), mouvements de terrain ou sismique (sismicité très faible). Elle est également exposée à deux risques technologiques : le risque industriel et le risque industriel. 
Entre 1989 et 2019, sept arrêtés ministériels ayant porté reconnaissance de catastrophe naturelle ont été pris pour le territoire de la commune  pour des inondations et coulées de boue.

#### Risques naturels
Certaines parties du territoire communal sont exposées aux crues de l'Essonne. Le risque d'inondation est pris en compte dans l'aménagement du territoire de la commune par le biais du Plan de prévention du risque inondation (PPRI) de la vallée de l'Essonne le 18 juin 2012 par arrêté inter-préfectoral.
Le territoire de la commune peut également être concerné par un risque d'effondrement de cavités souterraines non connues. Une cartographie départementale de l'inventaire des cavités souterraines et des désordres de surface a été réalisée. Il a été recensé sur la commune plusieurs effondrements de cavités.
Par ailleurs le sol du territoire communal peut faire l'objet de mouvements de terrain liés à la sécheresse. Le phénomène de retrait-gonflement des argiles est la conséquence d'un changement d'humidité des sols argileux. Les argiles sont capables de fixer l'eau disponible mais aussi de la perdre en se rétractant en cas de sécheresse. Ce phénomène peut provoquer des dégâts très importants sur les constructions (fissures, déformations des ouvertures) pouvant rendre inhabitables certains locaux. Celui-ci a particulièrement affecté le Loiret après la canicule de l'été 2003. Une grande partie du territoire de la commune est soumis à un aléa « moyen » face à ce risque, selon l'échelle définie par le Bureau de recherches géologiques et minières (BRGM).
Depuis le 22 octobre 2010, la France dispose d’un nouveau zonage sismique divisant le territoire national en cinq zones de sismicité croissante. La commune, à l’instar de l’ensemble du département, est concernée par un risque très faible.

#### Risques technologiques
La commune est concernée par le risque de transport de matières dangereuses, en raison du passage sur son territoire d'une canalisation de gaz et d'itinéraires routiers structurants supportant un fort trafic (la route départementale D2152),.

## Histoire
Créée par un arrêté préfectoral du 30 novembre 2015, elle est issue du regroupement des communes de Coudray, Labrosse, Mainvilliers, Malesherbes, Manchecourt, Nangeville et Orveau-Bellesauve qui deviennent des communes déléguées. Son chef-lieu est fixé à Malesherbes.

## Politique et administration
Jusqu'aux prochaines élections municipales de 2020, le conseil municipal de la nouvelle commune est constitué de l'ensemble des conseillers municipaux des anciennes communes. Un nouveau maire est élu début 2016. Il s'agit de Hervé Gaurat, jusque-là maire de Malesherbes, qui est élue le 6 janvier 2015 avec 47 voix sur 93. L'autre candidate, Marie-Françoise Fautrat, bénéficiant pourtant d'une plus grande ancienneté dans la politique locale, et jusque-là présidente de la Communauté de Communes du Malesherbois, est battue avec 41 voix. Les maires des communes historiques deviennent maires délégués de chacune des anciennes communes.

### L'exécutif municipal
L'équipe municipale de Hervé Gaurat compte 14 adjoints au maire, dont 9 Malesherbois.

### Liste des maires
| Période        | Période        | Identité            | Étiquette | Qualité |
| -------------- | -------------- | ------------------- | --------- | --- |
| 6 janvier 2016 | 3 juillet 2020 | Delmira Dauvilliers | DVD       | Sans profession déclarée Présidente de la CC du Pithiverais-Gâtinais (2017 → )                                                                                 |
| 3 juillet 2020 | En cours       | Hervé Gaurat,       | DVD-LR    | Consultant dans le domaine des travaux publics Conseiller départemental du Malesherbois (2021 → ) 9e vice-président de la CC du Pithiverais-Gâtinais (2020 → ) |

## Équipements et services

### Environnement

#### Gestion des déchets
Au 31 décembre 2016, la commune est membre du SITOMAP de la région Pithiviers, créé en 1968. Celui-ci assure la collecte et le traitement des ordures ménagères résiduelles, des emballages ménagers recyclables  et des encombrants en porte à porte et du verre en points d’apport volontaire. Un réseau de huit déchèteries, dont une est située sur le territoire communal, accueille les encombrants et autres déchets spécifiques (déchets verts, déchets dangereux, gravats, ferraille, cartons…).
L'élimination et la valorisation énergétique des déchets ménagers et de ceux issus de la collecte sélective sont effectuées dans l'outil de traitement appelé BEGEVAL, installé à Pithiviers et géré par le syndicat de traitement Beauce Gâtinais Valorisation (BGV) qui regroupe le territoire des trois syndicats de collecte : SMETOM, SITOMAP et SIRTOMRA. Cet outil est composé d’un centre de valorisation matière qui trie les emballages issus de la collecte sélective, les journaux-magazines et les cartons de déchèteries, et d’un centre de valorisation énergétique qui incinère les ordures ménagères résiduelles et le tout-venant incinérable des déchèteries ainsi que les refus du centre de tri.
Depuis le 1er janvier 2017, la « gestion des déchets ménagers » ne fait plus partie des compétences de la commune mais est une compétence obligatoire de la communauté de communes du Pithiverais-Gâtinais en application de la loi NOTRe du 7 août 2015.

#### Transport en commun
Le territoire de la commune est traversé du nord au sud par la ligne de Villeneuve-Saint-Georges à Montargis, principalement empruntée par la ligne D du RER et sur laquelle est implantée la gare de Malesherbes qui est le terminus de la branche D4 du RER D. Avec un cadencement de 15 min aux heures de pointe et d'1 h le reste de la journée, les trains de la ligne D permettent, au départ de Malesherbes, de relier les gares de Corbeil-Essonnes et Paris en 40 min et 90 min respectivement.

## Culture locale et patrimoine

### Lieux et monuments
- Atelier-musée de l'imprimerie (musée de France).